# Codex Guelferbytanus A
Il Codex Guelferbytanus A (Gregory-Aland: Pe o 024; Soden: ε 33) è un manoscritto onciale in greco datato paleograficamente al VI secolo e contenente i quattro vangeli canonici. Contiene il testo dei quattro Vangeli.

## Descrizione
Il codice contiene 44 spessi fogli di pergamena di 26,5 per 21,55 cm, contenenti un testo quasi completo dei quattro vangeli canonici. Scritta in due colonne per pagina, 24 righe per colonna. Contiene nomina sacra (ΙΣ, ΧΣ (Christos, Cristo), ΚΣ (Kurios, Signore) ΘΣ, ΥΣ, ΠΗΡ, ΠΝΑ, ΙΛΗΜ, ΑΝΟΣ e ΔΑΔ) oltre ad errori di iotacismo.
Contenuto
Matteo 1,11-21; 3,13-4,19; 10,7-19; 10,42-11,11; 13,40-50; 14,15-15,3.29-39;
Marco 1,2-11; 3,5-17; 14,13-24.48-61; 15,12-37;
Luca 1,1-13; 2,9-20; 6,21-42; 7,32-8,2; 8,31-50; 9,26-36; 10,36-11,4; 12,34-45; 14,14-25; 15,13-16,22; 18,13-39; 20,21-21,3; 22,3-16; 23,20-33; 23,45-24,1; 24,14-37;
Giovanni 1,29-40; 2,13-25; 21,1-11.
Contiene tavole dei sezioni ammoniane, ma senza alcun riferimento ai canoni eusebiani. Si tratta di un palinsesto. Il testo superiore è in latino, e contiene le Origines di Isidoro di Siviglia e le lettere (come nel Codex Guelferbytanus B).

## Critica testuale
Il testo del codice è rappresentativo del tipo testuale bizantino. Kurt Aland lo ha collocato nella Categoria V.

## Storia
È stato scoperto nel XVIII secolo da Franz Anton Knittel nella Biblioteca Ducale di Wolfenbüttel.
Il codice è conservato presso la Herzog August Bibliothek (Weissenburg 64) a Wolfenbüttel.